# Шекснинское водохранилище
Шексни́нское водохрани́лище (Черепове́цкое водохрани́лище) — водоём на реке Шексна в Вологодской области России. Водохранилище образовано плотиной Шекснинской ГЭС. Площадь — 1670 км², полный объём — 6514 млн м³ (полезный — 1850 млн м³). Длина — 167 км, наибольшая ширина — 20 км. Средняя глубина — 4 м. Высота над уровнем моря — 113,1 м, в зависимости от регулирования, она колеблется в пределах 1,2 м.
Наполнено в 1963—1964 годах. При создании водохранилища было затоплено 25,1 тыс. га сельхозугодий, перенесено 7751 строение. Водохранилище начинается от посёлка Шексна, проходит 40 километров по узкой долине, а затем переходит в широкий водоём.
Водохранилище создано для судоходства (является частью Волго-Балтийского водного пути) и гидроэнергетики.